# Еггтер (супутник)
Еггтер, також S/2004 S 27 — природний супутник Сатурна. Відкритий Скоттом Шеппардом, Девідом Джуїттом та Дженом Кліною 7 жовтня 2019 року після спостережень, проведених у період з 12 грудня 2004 року по 21 березня 2007 року. Постійну назву було присвоєно у серпні 2021 року. 24 серпня 2022 року був названий на честь Еггтера, йотуна зі скандинавської міфології.
Діаметр Еггтера — близько 4 км, велика піввісь — 19 776 700 км, орбітальний період — 1033 земної доби, обертається навколо Сатурна з прямим напрямком під нахилом 167,1° до площини екліптики, ексцентриситет орбіти — 0,12.